# フードクレストマーク

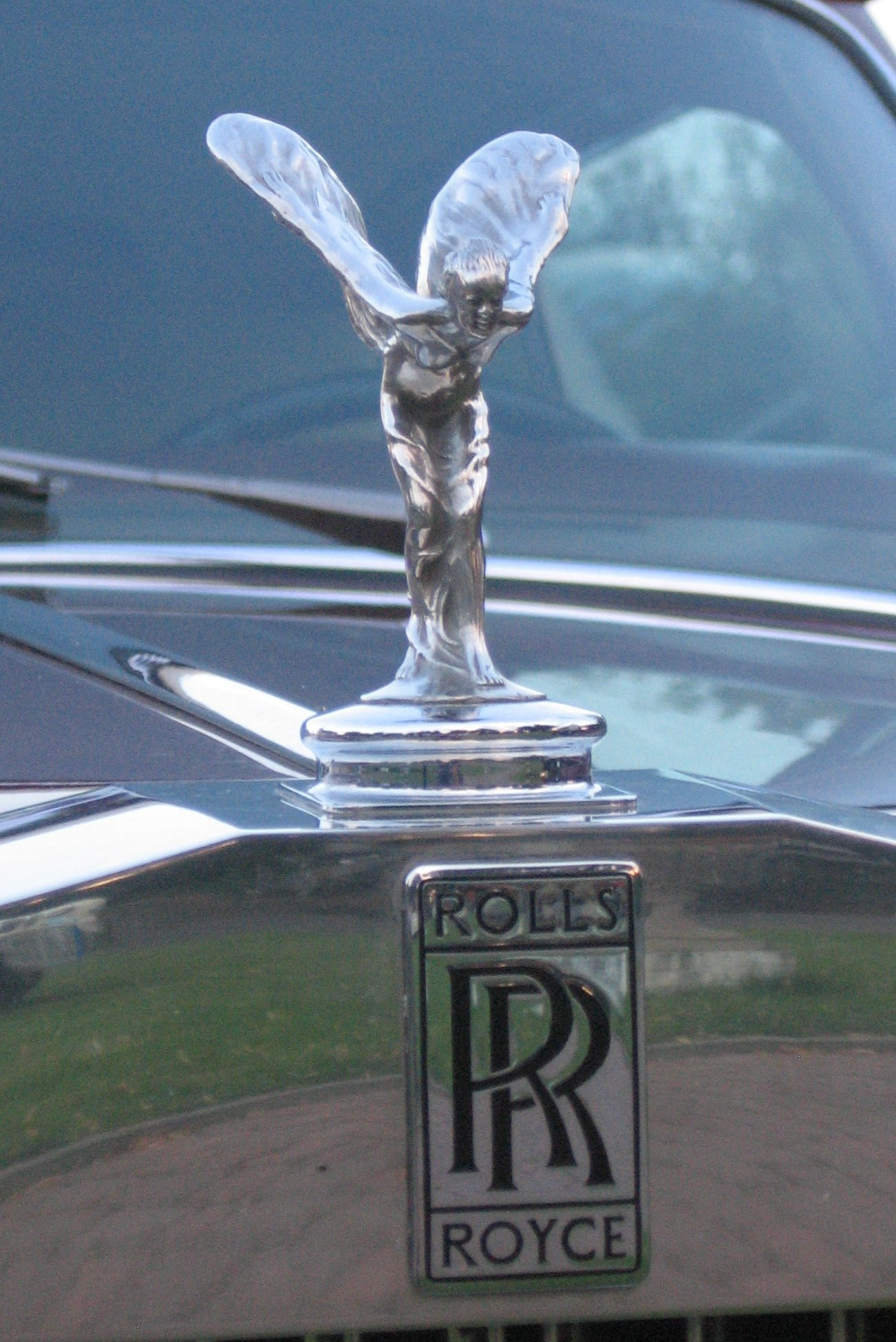
ロールス・ロイス
スピリット・オブ・エクスタシー

フードクレストマーク、またはフードマスコット(英語: hood/bonnet ornament, radiator cap, motor mascot , car mascot)は、自動車メーカーのシンボルを立体化し、フロントグリルやボンネットに装着するようにしたものである（オーナメントとも呼ばれるが、こちらは通常のエンブレムも含まれることがある）。

## 概要
通常、自動車のエンブレムは平面的に作られ、自動車本体に装着するため、室内からエンブレムを確認することはできない。
しかし、フードクレストマークは立体的に制作しており、自動車フロントのセンター部に装着されているため、確認することができる。
フードクレストマークは、商標を表すその自動車のシンボルとしての役割だけではない。
装着されている自動車の大半は大型の高級車や、ショーファードリヴンといった自動車であり、こういった車はフェンダーポールなどでは車幅の感覚を掴むのが難しい車が多い（その車専属で運転する場合別として、業務上乗り換えたり、平日休日で乗り換える場合が多いため）。
その場合、フェンダーポールとフードクレストマークを併用することで、フロントの先端と左右フェンダーの感覚を掴むことが容易となり、大型乗用車の運転を比較的安全にすることが出来るようになる（フェンダーポールが着いていない車の場合、代わりにフェンダーミラーが付いている場合がある。また、フェンダーポールとフェンダーミラー、フードクレストマークをすべて装着している車もある）。また、マツダが製造する教習車においても、教習生の目安のために、現在においてもオプションで設定してある。

## 装着車
装着されていた、もしくは設定のある車は、高級車または第二次世界大戦前の車に多い。主な装着車は以下の通り。
- ロールス・ロイス
- ベントレー
- トヨタ・センチュリー
- トヨタ・クラウンマジェスタ（170型）
- メルセデス・ベンツ・Sクラス
- 日産・セドリック
- 日産・グロリア
- 日産・ローレル
- 三菱・プラウディア
- キャデラック（現在では廃止されている。）
- 三菱・デボネア
- 第一汽車・紅旗
- 光岡・ガリュー
- トヨペット・クラウン

- ダットサン
- トヨダ・AA型
- ジャガー・XJ（現在は廃止）

なお、クラウンマジェスタのフードクレストマークは、他の形式のクラウンマジェスタやクラウンに装着させて、視認性を向上させるオーナーもいる。
しかし、近年では万が一の事故の時に歩行者を保護するという観点から可倒式になったり、さらには、フードクレストマークが廃止されただの平面的なエンブレムに変更される場合もあり、年々数は少なくなってきている（4代目日産・シーマのマイナーチェンジ等）。またメルセデス・ベンツではSクラスとEクラスを除く全車（Cクラスなど）、スリーポインテッド・スターをフードクレストマークからフロントグリル内のエンブレムに変更した車もある（メルセデスのクーペでは以前からフロントグリル内にエンブレムが装着されており、「クーペグリル」と称される）。